# Federazione Calabrese BCC
La Federazione Calabrese delle Banche di Credito Cooperativo, o Federazione calabrese delle BCC, costituisce l'organismo associativo delle Banche di credito cooperativo (BCC) della regione Calabria, a cui fornisce rappresentanza, assistenza, consulenza e formazione.
La Federazione è, a sua volta, associata a Federcasse, la Federazione italiana delle BCC-CR.

## Storia
La  Federazione calabrese delle banche di credito cooperativo, costituita nel 1970 a Cosenza, si propone di promuovere la costituzione di banche di credito cooperativo, di fornire consulenza alle banche di credito cooperativo associate, rafforzarne il rapporto con le comunità locali di cui sono espressione e di agevolarne lo sviluppo mediante l'esercizio di attività di interesse comune, di rappresentanza, assistenza ed erogazione di servizi.

## Organizzazione
A dicembre 2016 le banche di credito cooperativo associate alla federazione calabrese delle BCC sono 8, per un totale di 71 agenzie, 18.212 soci e 452 dipendenti.

### Banche associate
- Banca di Credito Cooperativo di Verbicaro
- Credito Cooperativo Centro Calabria
- Banca di Credito Cooperativo Cittanova
- Banca del Crotonese Credito Cooperativo
- Credito Cooperativo Mediocrati
- Banca di Credito Cooperativo di Montepaone
- Banca di Credito Cooperativo del Vibonese
- Banca di Credito Cooperativo del Catanzarese

### Organi sociali
Il presidente della  Federazione calabrese delle banche di credito cooperativo è Nicola Paldino. Il direttore è Pasquale Giustiniani.